# 可见少数族裔
可见少数族裔（英语：Visible Minority）是指可通过肤色判断的少数族群或个人，这词主要在加拿大使用。在非欧裔移民大量进入加拿大之前，加拿大社会主要按语言（英语和法语）和宗教（罗马天主教和新教）区分族裔。1960年代大量非欧洲裔移民进入加拿大后，加拿大创造了这词用来指代非欧裔移民的少数族群。加拿大就业平等法案将可见少数族裔定义为“除加拿大原住民外的非高加索人种或肤色不为白色的人”。这个词与在美国政治领域使用的有色人种（英语：People of Color）相近，但是加拿大使用的“可見少數族裔”不包括美洲原住民。但随着加拿大人口构成的变化，在特定的加拿大地区——主要是卑诗省和安大略省华裔和印度裔聚集地区，包括华裔在内的亚裔人口，显著超过了高加索人口，导致这个词内涵的已经有了实质性的变化。但加拿大就业平等法案是一部适用于整个加拿大的法律，就加拿大总体而言，可见少数族裔的概念依然成立，该法案继续生效。

## 人口比例
根据2021年加拿大人口普查，加拿大全国有約964万人将自己定义为可见少数族裔，占全国人口的26.5%，和2016年相比增加了180萬，也是首次可见少数族裔超過全國人口四分之一（25%）。1986年到2021年的這35年間，可見少數族裔平均每年增長0.6%，平均每5年（每次人口普查的間隔）增長3%，按照這個進度估算，不到40年後，2060年左右比例將會超過50%，屆時可見少數族裔在整個加拿大將不再是可见「少數」族裔。
| 序号 | 人口普查年份 | 可见少数族裔比例 | 環比上升 |
| ---- | ------------ | ---------------- | -------- |
| 1    | 1986年       | 4.7%             |          |
| 2    | 1991年       | 9.4%             | 4.7%     |
| 3    | 1996年       | 11.2%            | 1.8%     |
| 4    | 2001年       | 13.4%            | 2.2%     |
| 5    | 2006年       | 16.2%            | 2.8%     |
| 6    | 2011年       | 19.1%            | 2.9%     |
| 7    | 2016年       | 22.3％           | 3.2%     |
| 8    | 2021年       | 26.5%            | 4.2%     |

这种变化直接反应了多元文化政策在加拿大人口结构上的巨大影响。

## 可见少数族裔过半数的加拿大城市
可見少數族裔在部分城市因為人口比例超過加拿大多數族裔，而不再是本地的「少數」族裔，屬於該情況的城市見下：

### 2021年
來源: 2021年加拿大人口普查
和2016年的上一次人口普查相比，增加了4個城市：安省的米爾頓和皮克靈，曼省的Neepawa以及魁省的寶樂沙。這也是首次有非安省和卑詩省的省份（曼省和魁省）上榜。也是首次出現有城市的可見少數族裔的比例超過八成，即安省的萬錦、布蘭普頓以及卑詩省的列治文。平均來看，每個城市的可見少數族裔的比例幾乎都是呈上升趨勢，最多的是卑詩省的素里，整整上升了8.6%。
| 排名 | 省     | 城市      | 比例  |
| ---- | ------ | --------- | ----- |
| 1    | 安省   | 万锦      | 82.1% |
| 2    | 安省   | 布兰普顿  | 80.6% |
| 3    | 卑诗省 | 列治文    | 80.3% |
| 4    | 卑诗省 | 本拿比    | 67.8% |
| 5    | 卑诗省 | 大温A选区 | 67.2% |
| 6    | 卑诗省 | 素里      | 67.1% |
| 7    | 安省   | 列治文山  | 66.4% |
| 8    | 安省   | 亞積士    | 64.6% |
| 9    | 安省   | 密西沙加  | 61.9% |
| 10   | 卑诗省 | 高貴林    | 56.5% |
| 11   | 安省   | 多倫多    | 55.7% |
| 12   | 安省   | 米爾頓    | 55.2% |
| 13   | 卑诗省 | 温哥华    | 54.5% |
| 14   | 曼省   | Neepawa   | 53.1% |
| 15   | 安省   | 皮克靈    | 51.9% |
| 16   | 魁省   | 寶樂沙    | 50.3% |

### 2016年
根據2016年人口普查，加拿大共有12個城市可見少數族裔人口過半，全部位於安大略省（6個）和卑诗省（6個）。比2011年增加4個，增加的城市包括卑诗省的素里和高貴林，安大略省的亞積士和多倫多。
| 排名 | 省     | 城市      | 比例  |
| ---- | ------ | --------- | ----- |
| 1    | 安省   | 万锦      | 77.9% |
| 2    | 卑诗省 | 列治文    | 76.3% |
| 3    | 安省   | 布兰普顿  | 73.3% |
| 4    | 卑诗省 | 大温A选区 | 67.3% |
| 5    | 卑诗省 | 本拿比    | 63.6% |
| 6    | 安省   | 列治文山  | 60.0% |
| 7    | 卑诗省 | 素里      | 58.5% |
| 8    | 安省   | 密西沙加  | 57.2% |
| 9    | 安省   | 亞積士    | 56.7% |
| 10   | 卑诗省 | 温哥华    | 51.6% |
| 11   | 安省   | 多倫多    | 51.5% |
| 12   | 卑诗省 | 高貴林    | 50.2% |

### 2011年
根據2011年人口普查，加拿大共有8個城市可見少數族裔人口過半，全部位於安大略省（4個）和卑诗省（4個）。
| 排名 | 省     | 城市      | 比例  |
| ---- | ------ | --------- | ----- |
| 1    | 安省   | 万锦      | 70.4% |
| 2    | 卑诗省 | 列治文    | 70.4% |
| 3    | 安省   | 布兰普顿  | 66.4% |
| 4    | 卑诗省 | 大温A选区 | 62.1% |
| 5    | 卑诗省 | 本拿比    | 59.5% |
| 6    | 安省   | 密西沙加  | 53.7% |
| 7    | 安省   | 列治文山  | 52.9% |
| 8    | 卑诗省 | 温哥华    | 51.8% |

## 列治文为例的演变
根据加拿大卑诗省列治文市政府网站资料，本来属于传统定义的可见少数族裔占列治文人口超过70%。而在加拿大其他地区的非可见少数族裔——高加索人口低于30%，因此在列治文市，高加索人变成了事实上的英语字面意义上的可见少数族裔——“一眼就能认出的少数族裔”。

| 序号 | 族裔             | 人口（2011年） | 比例（2011年） |
| ---- | ---------------- | -------------- | -------------- |
| 1    | 华裔加拿大人     | 91,890         | 48.5%          |
| 2    | 菲律宾裔加拿大人 | 14,320         | 7.6%           |
| 3    | 东印度裔加拿大人 | 12,855         | 6.8%           |
| 4    | 日本裔加拿大人   | 4,510          | 2.4%           |
| #    | 列治文           | 189,305        | 100%           |

注：上表数据包含将自己申报为两个或多个族裔的情形。